# 牛红光
牛红光（1951年10月—），山东安丘人，曾任中国人民解放军总装备部副部长，中将军衔，第十一届全国人大代表。中国共产党第十八届中央委员会候补委员。2014年底到龄退役。
牛红光曾先后毕业于北京大学附属中学、中共中央党校经济管理专业。担任过国防科工委西昌卫星发射中心参谋长，酒泉卫星发射中心副司令员，总装备部司令部参谋长等职。2009年出任总装备部副部长、中国载人航天工程副总指挥。2010年7月晋升中将。2014年12月退役。